# کره جنوبی در المپیک تابستانی ۲۰۱۶

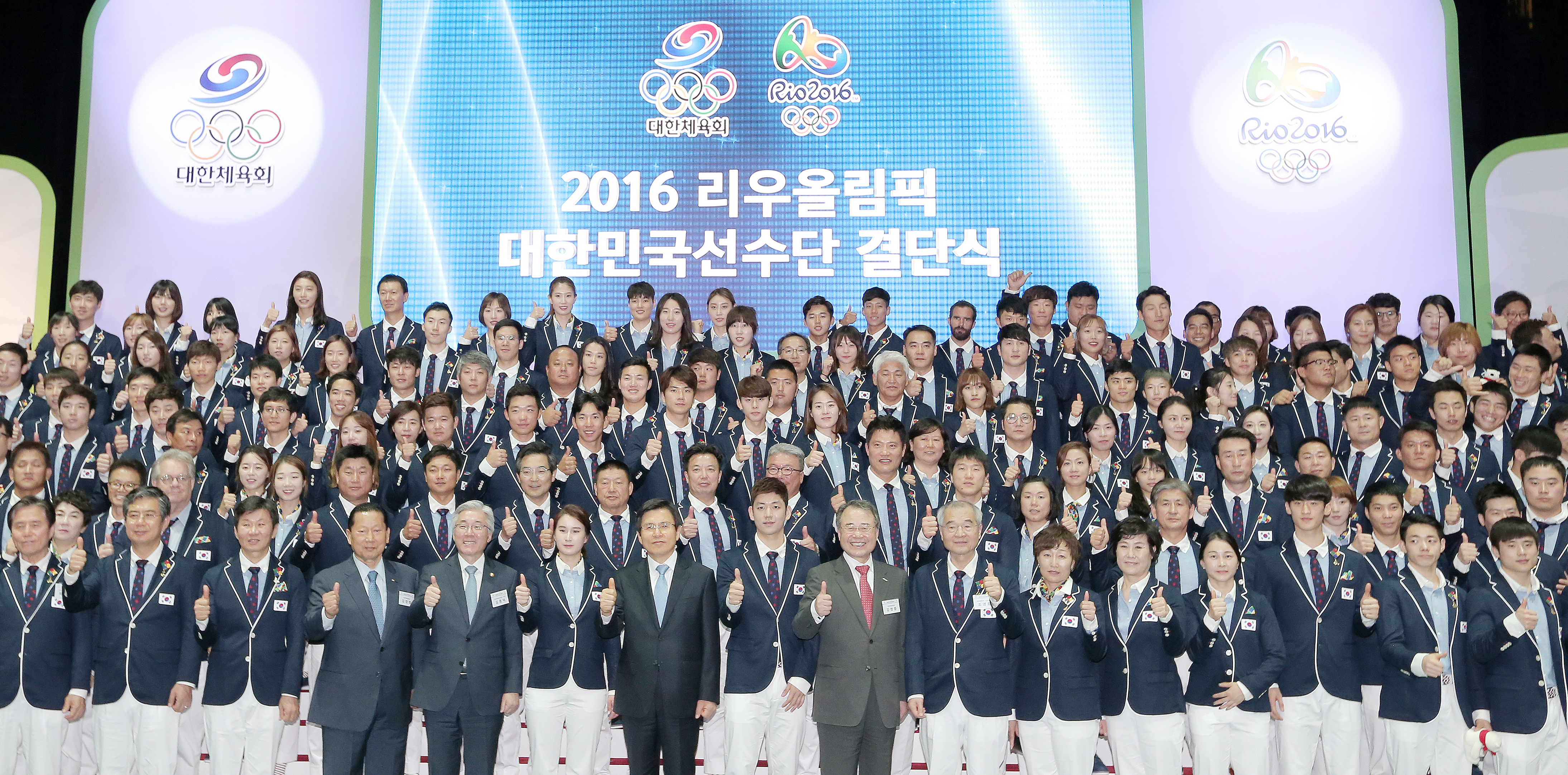
اعضای تیم کره جنوبی در المپیک ۲۰۱۶ برزیل

کره جنوبی از ۵ تا ۲۱ اوت ۲۰۱۶ در بازی‌های المپیک تابستانی ۲۰۱۶ در ریو دو ژانیرو در برزیل به رقابت پرداختند. کره جنوبی با ۹ طلا، ۳ نقره و ۹ برنز در جایگاه هشتم دنیا قرار گرفت.